# Verbascum mutense
Verbascum mutense är en flenörtsväxtart som beskrevs av Hub.-mor.. Verbascum mutense ingår i släktet kungsljus, och familjen flenörtsväxter. Inga underarter finns listade i Catalogue of Life.